# 1631 Копф
1631 Копф (енгл. 1631 Kopff) је астероид главног астероидног појаса са пречником од приближно 9,66 .
Афел астероида је на удаљености од 2,713 астрономских јединица (АЈ) од Сунца, а перихел на 1,757 АЈ.
Ексцентрицитет орбите износи 0,213, инклинација (нагиб) орбите у односу на раван еклиптике 7,489 степени, а орбитални период износи 1220,857 дана (3,342 године).
Апсолутна магнитуда астероида је 12,20 а геометријски албедо 0,249.
Астероид је откривен 11. октобра 1936. године.